# Hoym

Hoym este un oraș din landul Saxonia-Anhalt, Germania.